# Kayalıpınar

Lage von Kayalıpınar / Šamuḫa

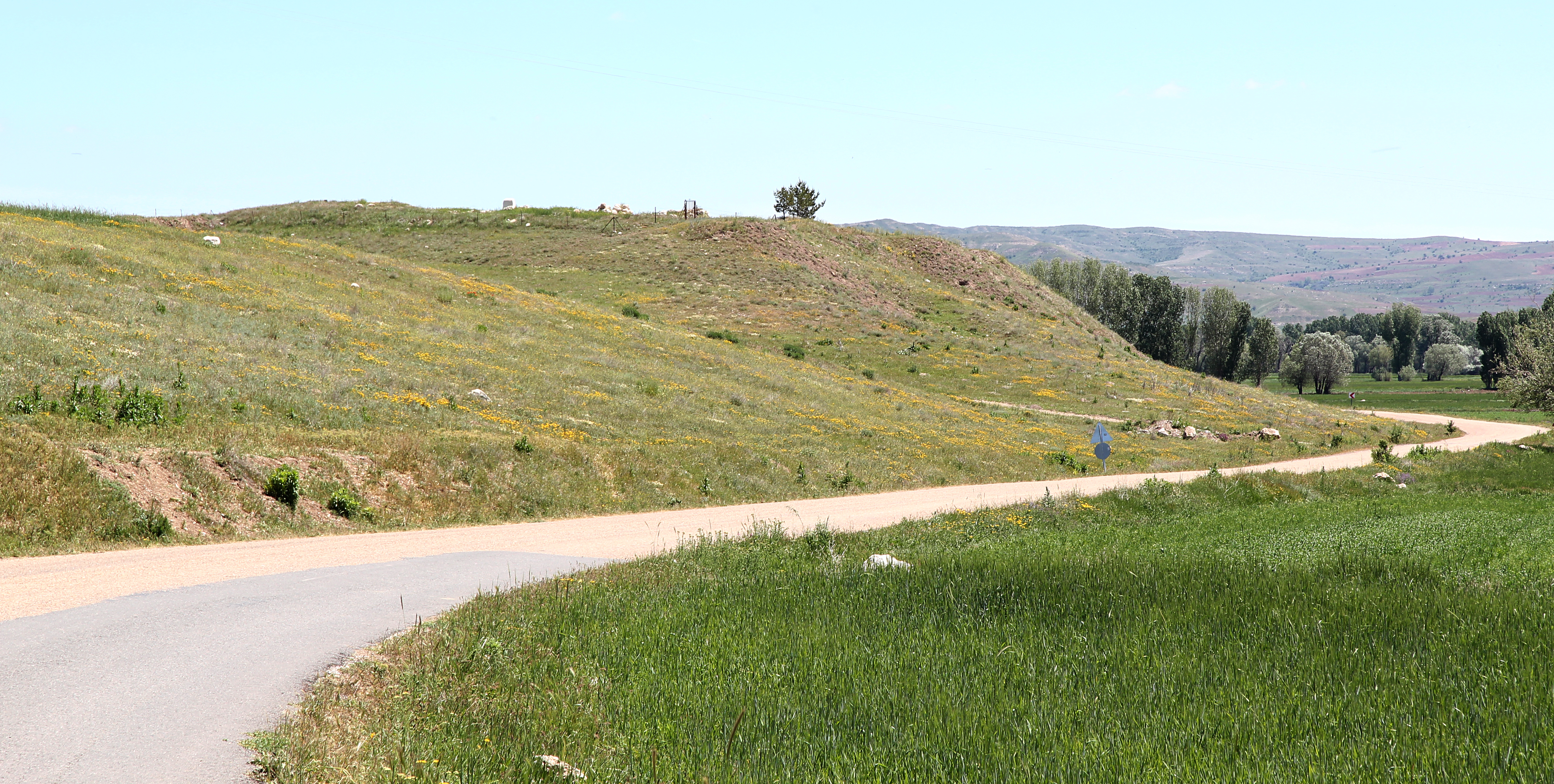
Siedlungshügel von Westen

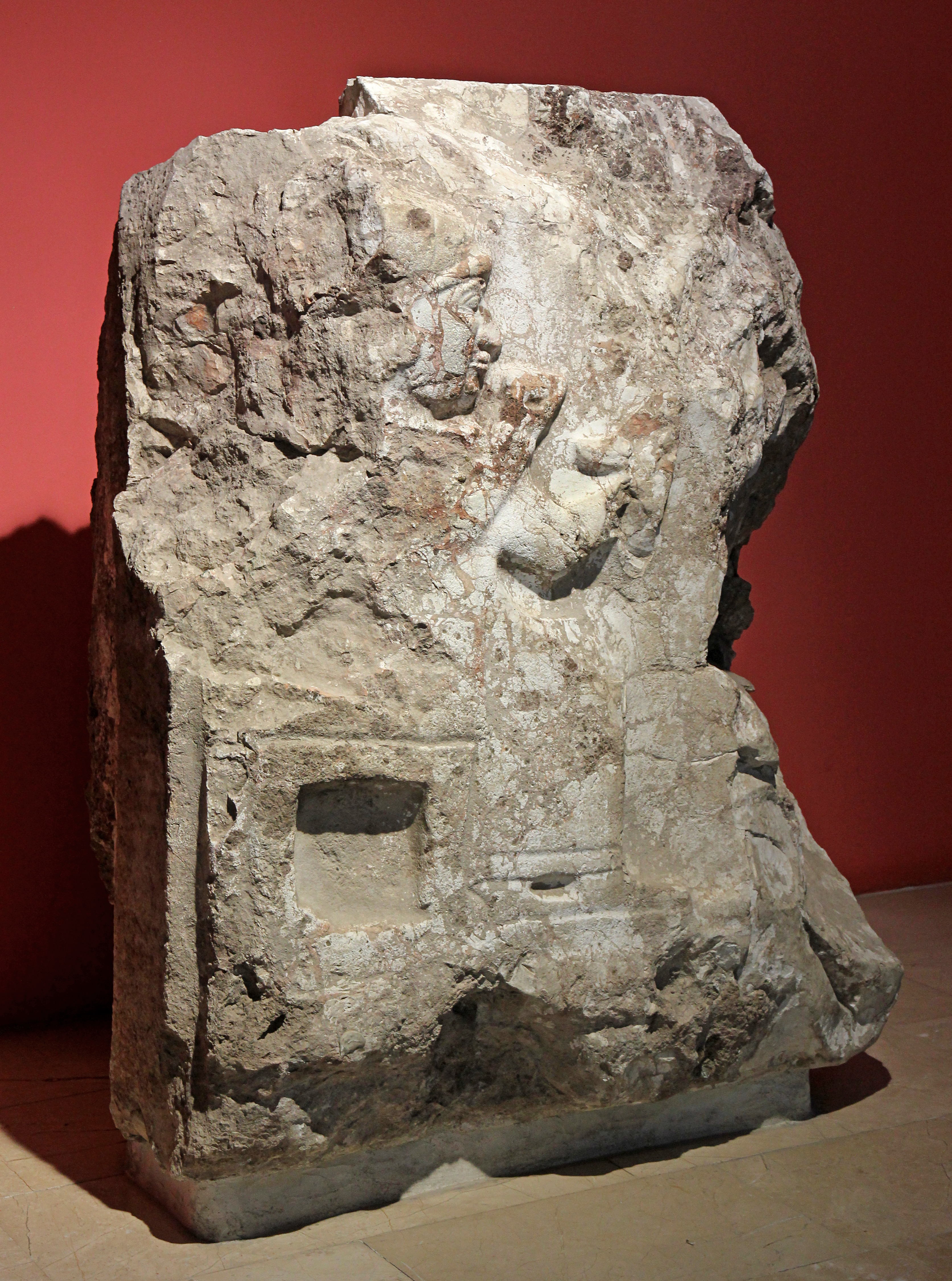
Reliefblock aus Haus A

Kayalıpınar ist ein archäologischer Fundort in Zentralanatolien, ca. 1 km nordöstlich des gleichnamigen Dorfes im Landkreis Yıldızeli in der türkischen Provinz Sivas gelegen. Der Siedlungshügel war von der frühen Bronzezeit bis in die frühchristlich-römische Zeit bewohnt. Die bronzezeitliche Stadt hieß Šamūḫa (hethitisch: URUŠa-mu-u-ḫa).

## Lage
Kayalıpınar liegt wenige hundert Meter nördlich vom heutigen wie einstigen Bett des Flusses Kızılırmak (gr. Halys, heth. Maraššanda) entfernt. Der Fluss ist heute nur noch mit Kleinbooten schiffbar, doch für das 2. Jahrhundert v. Chr., als größere Teile Anatoliens bewaldet waren, ist ein höherer Pegelstand anzunehmen.

## Identifizierung mit Šamuḫa
Bereits nach den ersten Tontafelfunden in Kayalıpınar wurde vorgeschlagen, diesen Ort mit der hethitischen Stadt Šamuḫa zu identifizieren. Die damals noch unsichere Gleichsetzung gilt mittlerweile als gesichert. Für die Identifizierung gelten neben Kulttexten auch geographische Angaben als ausschlaggebend. Šamuḫa wird bereits in altassyrischen Urkunden aus dem kārum Kaniš genannt und war demnach von Süden her über eine Brücke erreichbar. Ein hethitische Kultinventarliste aus Kayalıpınar bestätigt, dass es in hethitischer Zeit ebenfalls eine Brücke über den Fluss gab, wo zwei Stelen von der dortigen Wache rituell verehrt wurden. Šamuḫa lag zudem nach hethitischen Texten an einem Fluss, der mit Frachtschiffen befahren werden konnte.
Šamuḫa war nach Ausweis hethitischer Texte aus Boğazköy, Maşat Höyük und Kayalıpınar ein wichtiger Kultort der Šauška. Es war die wichtigste Stadt im Oberen Land, zudem war es de facto die Hauptstadt des Hethitischen Reichs, als dieses, bedingt durch die Kaškäereinfälle, unter Tudḫaliya II. am Rande des Untergangs stand.

## Forschungsgeschichte
Tuba A. Ökse sprach erstmals von einer ausgedehnten hethitischen Stadtruine. Nachdem 1999 auf der Geländeoberfläche ein erstes Tontafelfragment entdeckt worden war, konnten 2002 und 2003 mithilfe großflächiger geophysikalischer Prospektionen die Ausdehnung und Grundstrukturen der hethitischen Stadtruine erfasst werden. 2005 begannen Ausgrabungen durch das Vorgeschichtliche Seminar der Universität Marburg unter der Leitung von Andreas Müller-Karpe und Vuslat Müller-Karpe. Mehrere hethitische Bauten wurden bislang freigelegt. Die Arbeiten in den Gebäuden A – C konnten mittlerweile abgeschlossen werden. Die aktuellen Ausgrabungen betreffen in erster Linie Gebäude D, in dem 2013 u. a. ein Tontafelfragment des 13. Jahrhunderts v. Chr. entdeckt wurde.

## Stratigrafie
- Schicht 1B: 16 christlich-römische (weil beigabenlose) Gräber (Kerpiç-, Stein- und Grubengräber) auf dem SO-Hügel. Zudem Gebäudereste und ein römischer Leistenziegel.
- Schicht 1A: 102 hellenistisch/römische Gräber (Tonsarkophag-, Stein- und Grubengräber) auf dem Südosthügel.
- (Späthethitische Periode und Eisenzeit: keine Bebauung)

- Schicht 2: Wiederaufbau der Brandruinen. Bebauung aus der späten Großreichszeit; öffentliche Gebäude, sonst kaum rekonstruierbar. Am Ende ein Brand, kein Wiederaufbau.
- Schicht 3: Bauten aus der jüngeren mittelhethitischen Zeit: Z. B. Phase 2 von Gebäude A (Grundsteinlegung jedoch in Schicht 4). Zwischen 1400 und 1450 ein Großbrand.
- Schicht 4: Bauten aus älterer mittelhethitischer Zeit (d. h. der Zeit des alten Hatti-Reiches), z. B. der Jungfernbau von Gebäude A.
- Schicht 5: Zwei Häuser (Haus des Tamura und Haus des Tatali) aus der Karumzeit; Periode der altassyrischen Handelskolonien. Am Ende ein Vollbrand.
- Schicht 6: Ca. 5 m langes Mauerstück unter einer Mittelwand des „Hauses des Tamura“.
- noch Älteres: Am steilen Südhang zur Flussaue kamen chalkolithisch-frühbronzezeitliche Reste und Alişar-III-Ware zu Tage.

## Architektur
Gebäude A wurde in Schicht 3 auf aus Schicht 4 stammenden Grundmauern an der südlichen Hangkante des Südost-Hügels errichtet, hat einen 43 × 20 m großen, nicht ganz rechtwinkligen Grundriss mit 18 EG-Räumen mit einem Eingang. Für einen hethitischen Wirtschafts- oder Wohnbau ist Gebäude A zu groß und zu aufwändig geschmückt (man sehe den Türlaibungsstein sowie weitere, aufgrund von Bruchstücken vermutete ebenbürtige Reliefblöcke). Es muss also ein Sakralbau oder ein Palast sein. Doch verglichen mit Tempelbauten in Ḫattuša und Šarišša kommt ein Heiligtum eher nicht in Frage. Es wird deshalb eine Herrscherresidenz vermutet. Im zentralen Bereich sind die etwas dickeren Schicht-4-Mauern von den dünneren Schicht-3-Mauern zu unterscheiden. Generell sind die Mauern um die zwei Meter dick, außer im (wohl Bediensteten vorbehaltenen) Westflügel. Dort dürfte Raum 4, der kleinste und schmalste aller, als Bedienstetenaufgang genutzt worden sein. Gebäude B steht nordöstlich davon, rechtwinklig zu A. Es ist annähernd rechteckig und hat eine Grundfläche von etwa 18 × 35,6 Metern. Es besteht aus 20 Räumen und war zweigeschossig.

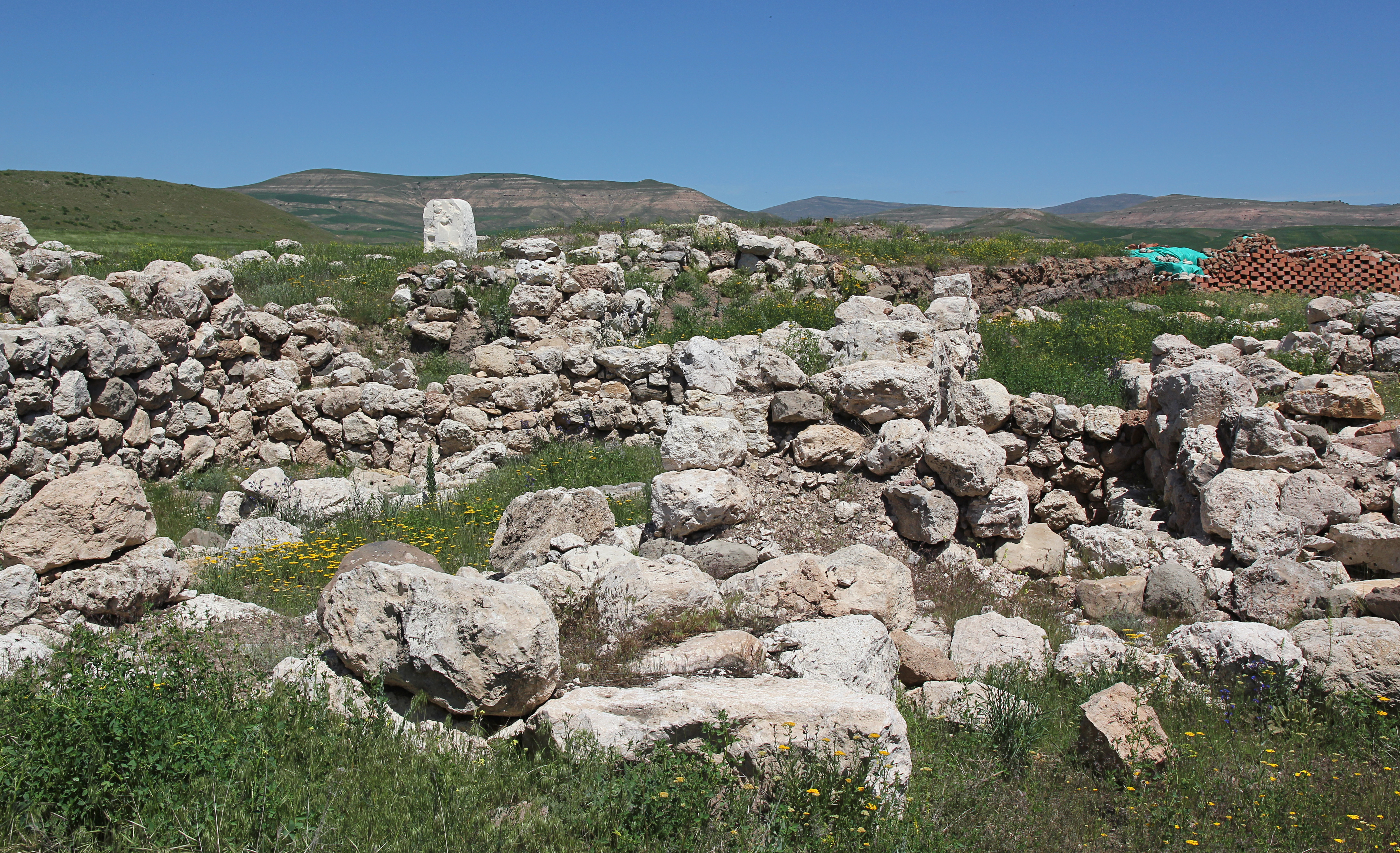
Gebäude A
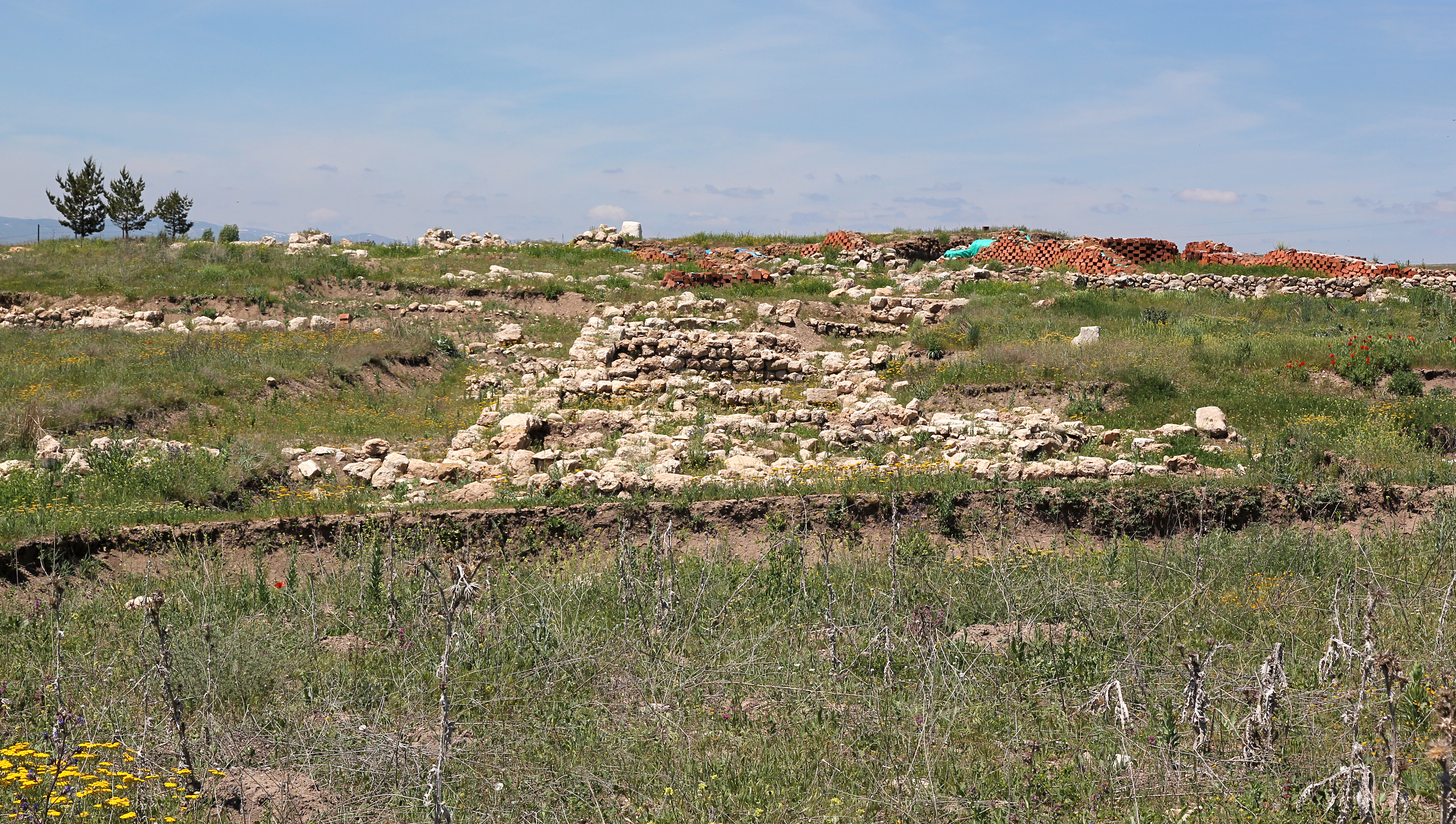
Gebäude B
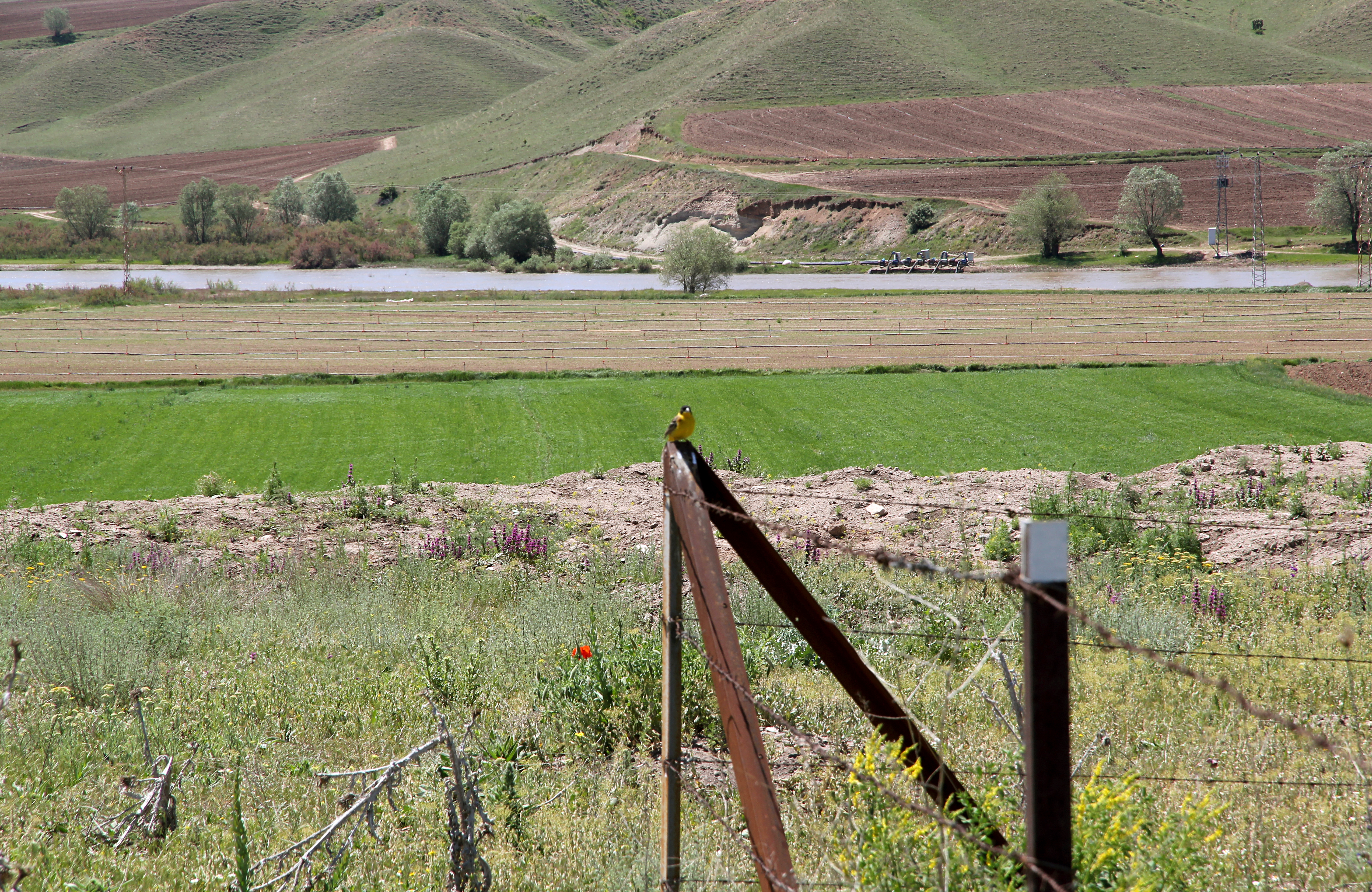
Blick vom Siedlungshügel zum Kızılırmak

## Funde
Ein bedeutender Fund ist ein im Gebäude A gefundener Türlaibungsstein aus weißem Kalkstein. Links oben und auf der rechten Seite sind große Teile abgebrochen. Der Stein ist mit einem Relief geschmückt. Dieses stellt eine sitzende Gottheit dar. Sie sitzt auf einem einfachen Schemel mit Löwenpranken als Füßen. Ob eine Lehne vorhanden war, ist wegen der Beschädigung nicht mehr feststellbar. Die Gestalt trägt eine runde Kappe, an der Ansätze von Hörnern erkennbar sind, was sie als Gottheit ausweist. Über der Kappe befand sich wahrscheinlich ein nur noch in Spuren erhaltenes Tuch, was auf eine weibliche Gottheit hinweist. Das gut erhaltene Gesicht zeigt ebenfalls weibliche Züge. In der rechten, zum Mund geführten Hand hält sie eine Trinkschale, auf der rechten sitzt ein Vogel, von dem nur noch der zum Körper weisende Schwanz erhalten ist. Von den vermutlich früher darüber vorhandenen Hieroglyphen, die Aufschluss über die Identität der Person geben könnten, sind keine Spuren erhalten. Rechts von den mit Schnabelschuhen bekleideten Füßen ist die Spitze eines weiteren Fußes zu sehen. Demnach stand der Gottheit wahrscheinlich eine Person gegenüber. Nach Vergleichen mit anderen Darstellungen handelte es sich hier wohl um einen der Gottheit opfernden oder sie anbetenden Herrscher. Nach Oğuz Soysal könnte das Relief die Göttin Abara darstellen. Im Areal gefundene Bruchstücke des gleichen Kalksteins geben Anlass zur Vermutung, dass die gesamte Sockelzone des Gebäudes mit ähnlichen Reliefblöcken geschmückt war. Ein Backofen aus Schicht 2 überlagerte zum Teil den Steinblock und gibt somit einen terminus ante quem für das Relief, das demnach vor dem späten 13. Jahrhundert v. Chr. entstanden sein muss. Mirko Novák datiert allerdings den Stein aufgrund seiner Ausarbeitung in spätere Zeit.
Auf dem Südosthügel traten außerdem mehrere Terrakotten zu Tage, die Pferde darstellen. Es sind verkleinerte Rhyta. Aus Schicht 1 wurden, den gesamten Hügel überlagernd, 128 (bis 2005) Gräber und Knochensammlungen gefunden. Durch sie waren Teile der darunterliegenden Architektur gestört. Die Gräber stammen aus verschiedenen Epochen, von späthethitischer über hellenistische bis frühchristliche Zeit.
Die Funde sind heute im Archäologischen Museum Sivas ausgestellt, eine Kopie des Reliefs wurde vor Ort aufgestellt.

### Keilschrifttexte
Von großer Bedeutung sind auch die zahlreichen gefundenen Keilschrifttexte. Das erste Tafelfragment in Kayalıpınar wurde 1999 gefunden, was die archäologische Erforschung des Siedlungshügel veranlasste. Bereits im ersten Grabungsjahr 2005 wurden weitere Bruchstücke von Keilschrifttafeln gefunden, die sich von Jahr zu Jahr vermehrten. Über hundert Tafeln wurden 2015 gefunden. Die bis 2017 gefundenen Texte wurden 2019 veröffentlicht und mit den Sigeln KpT 1.1-100 versehen.
Die meisten Texte sind auf Hethitisch geschrieben, die teilweise luwische Glossenkeilwörter und hurritische Ausdrücke enthalten. Sieben Texte sind auf Hurritisch verfasst. Dazu kommen noch zwei kārum-zeitliche Handelsurkunden in altassyrischer Sprache. Auf ihnen finden sich die Personennamen Tamura (KpT 1.2) und Tatali (KpT 1.35), nach denen die Häuser der Schicht 5 benannt wurden, wo sie jeweils gefunden wurden.
Unter den Texten finden sich Briefe, Kultinventare – darunter die „Šamuḫa-Tafel“ (KpT 1.36) –, Festrituale und verschiedene Orakel sowie eine hurritische Version des „Lieds vom Silber“ (KpT 1.14). Ein hurritischer Brief enthält Angaben über einen hethitischen Feldzug nach Kizzuwatna, Alalaḫ und Mittanni (KpT 1.11).
In den religiösen Texten wird Šaušga von Šamuḫa häufig genannt. Ein Text versucht, mittels Los- und Vogelorakel die Ursache des Zorns der Šaušga von Šamuḫa zu ergründen (KpT 1.56 + KpT 1.71), andere Tafeln behandeln das Fest für diese Göttin (KpT 1.74-77, 86).

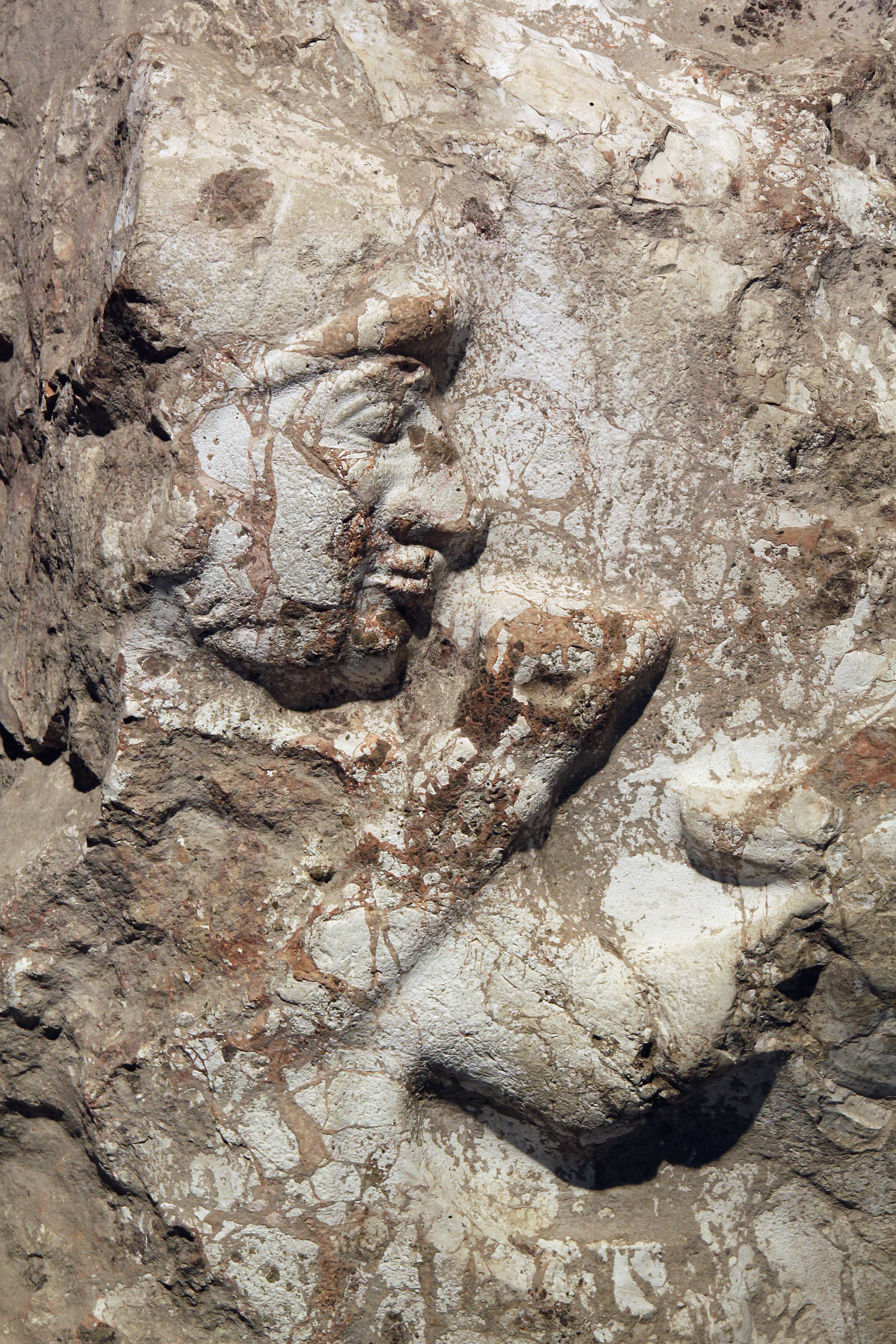
Reliefblock Detail
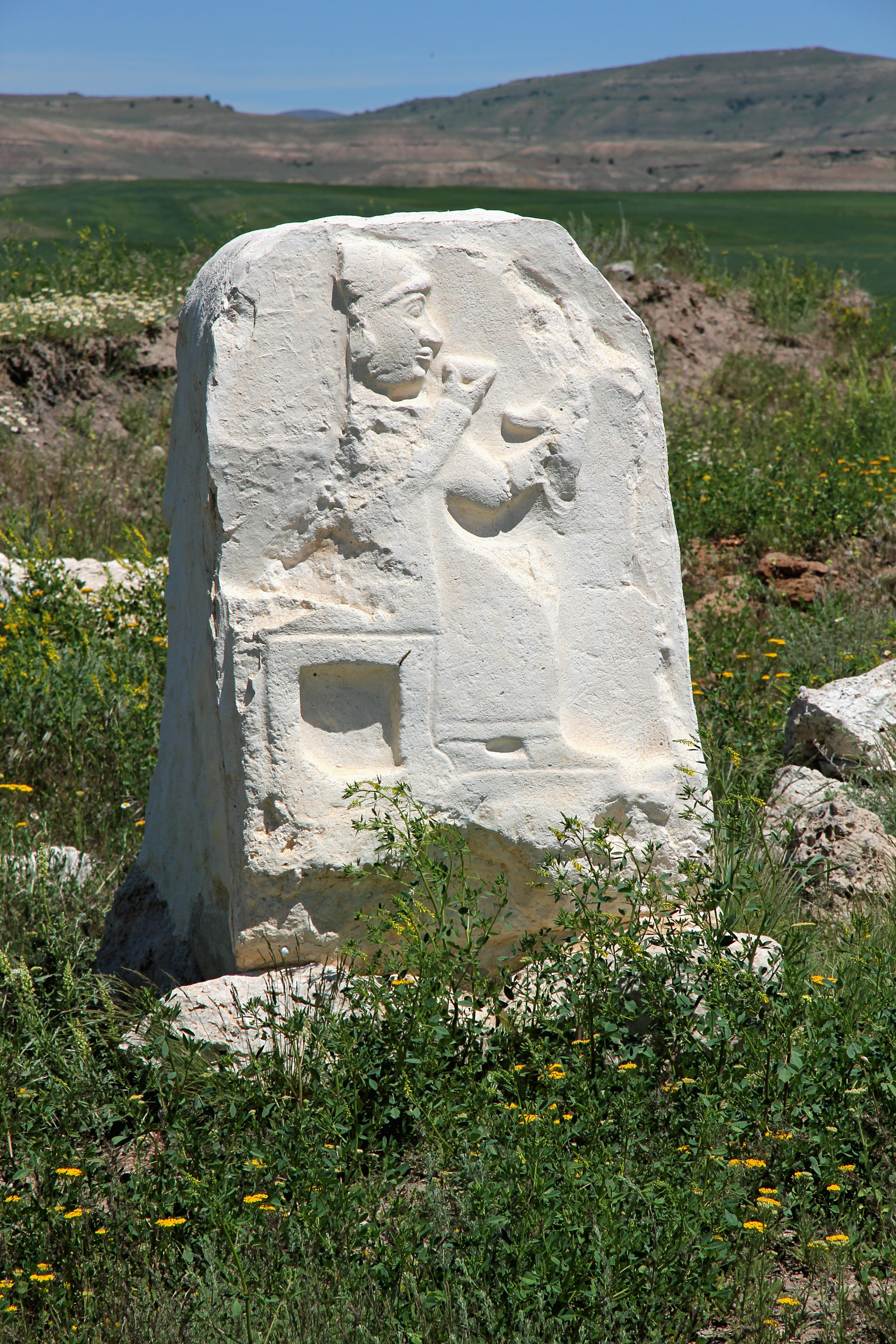
Reliefblock, Kopie, Original im Museum Sivas
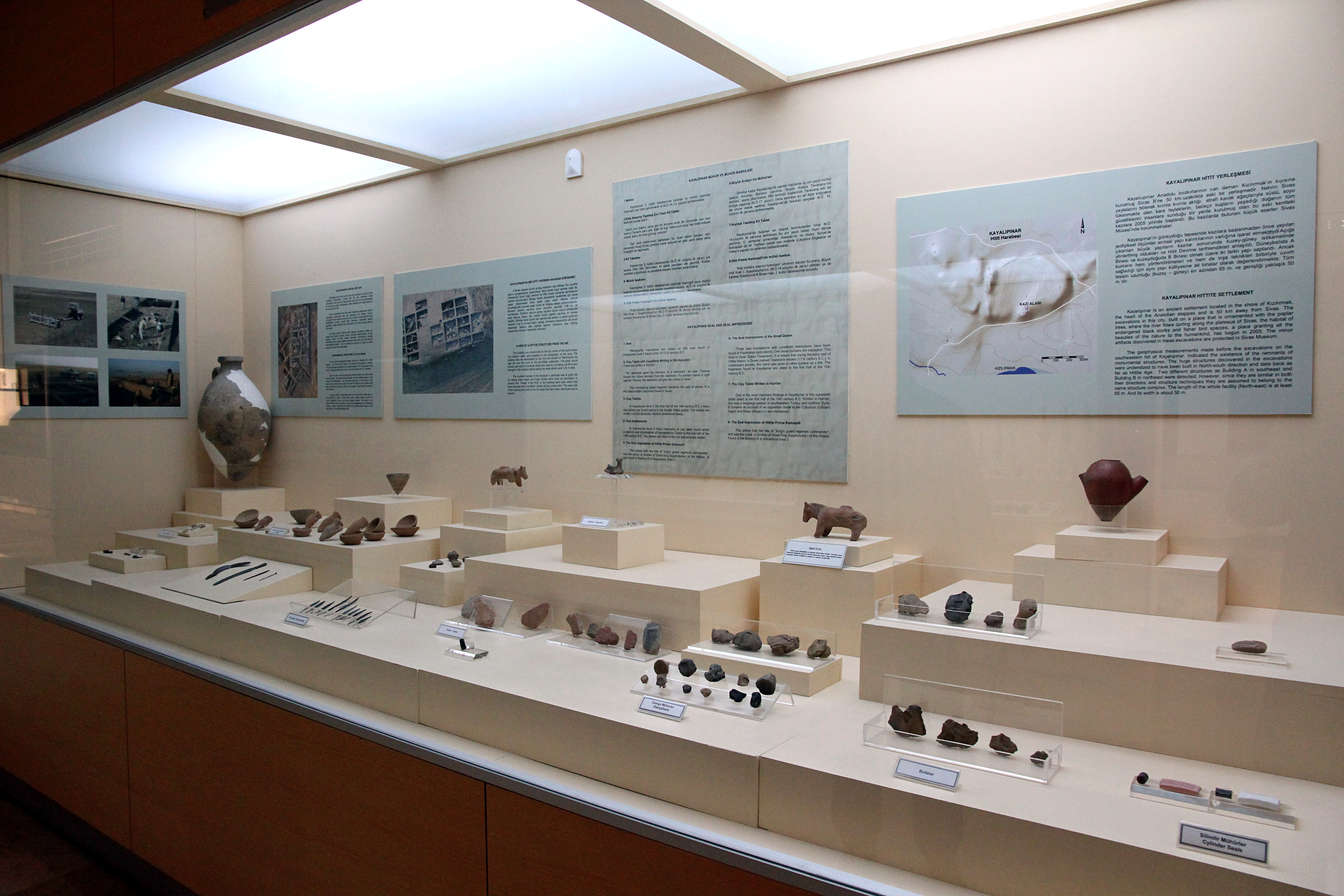
Funde aus Kayalıpınar im Museum

## Geschichte
Der Siedlungshügel von Kayalıpınar war bereits im 5. Jahrtausend v. Chr. besiedelt und entwickelte sich während der Mittleren Bronzezeit zu einer Stadt. Während der frühen kārum-Zeit war Šamuḫa eine Station (wabartum) der altassyrischen Händler, die sich schließlich zur Handelskolonie (kārum) entwickelte. Der Ort kontrollierte eine Brücke über den Fluss. Auch ein Palast wird genannt. Die Anwesenheit altassyrischer Händler bezeugen mehrere in Kayalıpınar gefundene Siegel sowie zwei altassyrische Keilschrifttafeln, wobei eine den anatolischen Personennamen Tamura nennt.
Nachdem die kārum-zeitliche Stadt zerstört wurde, bauten die Hethiter eine neue Stadt mit einer Palastanlage. Diese wurde in mittelhethitischer Zeit zerstört, vermutlich durch ein Erdbeben. Ein Siegel, das zur Zerstörungsschicht gehören dürfte, weist auf die Zeit von König Tudḫaliya I. und dessen Frau Nikkalmati, was eine genauere Datierung um 1450 v. Chr. zulässt. Beim selben Erdbeben wurde offenbar auch die Bergstadt Šarišša zerstört, welche etwa fünfzig Kilometer südöstlich lag.
Die zerstörte Stadt und der Palast wurden sofort wieder aufgebaut. Zur Zeit von Tudḫaliya II. wurde der Palast systematisch geplündert und niedergebrannt. Anhand der hethitischen Urkunden war es der „Feind von Azzi“, der das Obere Land einnahm und „Šamuḫa zur Grenze machte“. Auch die Bergstadt Šarišša wurde damals geplündert. Nachdem auch noch die hethitische Hauptstadt Ḫattuša von Kaškäern niedergebrannt worden war, war Šamuḫa vorübergehend die Residenz der hethitischen Könige. Auch Muwattalli II. residierte kurze Zeit in Šamuḫa, bevor er Tarḫuntašša zur neuen Hauptstadt des Hethitischen Reichs bestimmte. Bevor Ḫattušili III. den hethitischen Thron usurpierte, agierte er teilweise von Šamuḫa aus. Der rechtmäßige König Muršili III. floh nach seiner Absetzung nach Šamuḫa, wo er von Ḫattušili belagert wurde. Nachdem durch „Hilfe der Ištar von Šamuḫa“ plötzlich etwa 20 Meter der Stadtmauer einstürzten, konnte er Muršili festnehmen.

## Handel
Zwischen Šamuḫa und den Städten Arziya und Pittiyarik war der Fluss schiffbar. Hethitische Texte bezeugen, dass von Pittiyarik aus, welches vermutlich bei Gökdin-Kale zu suchen ist, die Ernte beladen und nach Šamuḫa gschifft wurde. Der Flussweg betrug dabei knapp 100 Kilometer. Ein Text berichtet, dass die Schiffe in Pittiyarik mit Broten und Mehl, zudem mit Gerste und Weizen, beladen wurden, aber umkehren mussten, weil der Wasserstand zurückging.

## Kultstadt
Das Pantheon von Šamuḫa war stark hurritisch geprägt. Doch wurde in Ritualen von Šamuḫa nicht nur auf hurritisch, sondern auch auf hattisch und im Kult der Göttin Pirinkir sogar auf Babylonisch (hethitisch: pabilili) gesungen und rezitiert.
Nach dem Gebet des Königs Muwattalli II. wurden hier unter anderem der Wettergott des Blitzes und Ḫebat von Šamuḫa (hurritisch: Šamuḫa=ḫi Ḫebat), der Wettergott von Ḫalab und Ḫebat von Ḫalab, Šaušga des Feldes von Šamuḫa sowie Abara von Šamuḫa verehrt. Andere Gottheiten waren die „Göttin der Nacht“, Pirinkir, die „ruhmreiche Sonnengottheit des Feldes“, sowie die Göttin Ḫuwariyanzipa von Šamuḫa. Der Kult von Šamuḫa wurde von weiblichen Gottheiten dominiert.
Der Kult der „Göttin der Nacht“ (DINGIR GE6, früher auch als „Schwarze Göttin“ gelesen) wurde von Tudḫaliya I. aus dem Land Kizzuwatna eingeführt. Pirinkir ist eine ursprünglich elamische Göttin, die durch babylonische und hurritische Vermittlung bei den Hethitern bekannt wurde. Sie wurde im Tempel der „Göttin der Nacht“ verehrt. Das Verhältnis zwischen Šaušga von Šamuḫa und Pirnikir sowie der „Göttin der Nacht“ ist nicht klar, da alle drei Formen der ursprünglich mesopotamischen Göttin Ištar sind, wobei die letzteren beiden eindeutig den astralen Aspekt dieser Göttin hervorheben, während die Šaušga des Feldes von Šamuḫa den kriegerischen Aspekt vertritt. Die beiden Göttinnen Šaušga und Abara von Šamuḫa wurden auch in der wichtigen Kultstadt Karaḫna verehrt, wo die Stadt unter dem Namen Šapuḫa erscheint.
Muršili II. erneuerte die Kulte in Šamuḫa und ließ in der Stadt einen Tempel errichten, welcher sich zum wichtigsten Šaušga-Heiligtum des junghethitischen Reiches entwickelte. Ḫattušili III. wählte Šaušga von Šamuḫa als seine persönliche Göttin, wodurch ihr Kult an Bedeutung zunahm. In seiner Apologie, worin er die Thronergreifung rechtfertigte, spielt diese Göttin als seine Schützerin und Förderin und schließlich zum Zwecke der Legitimierung der Usurpation eine entscheidende Rolle. Von seinen Nachfolgern wurde der Kult weiterhin in hohen Ehren gehalten; sein Sohn Tudḫaliya IV. war als Kronprinz auch Priester in Šamuḫa und reorganisierte auch die Kulte der Stadt.
Abara von Šamuḫa scheint nach Šaušga die zweitwichtigste Gottheit der Stadt gewesen zu sein und wird öfters zusammen mit anderen Stadtgöttinnen in Schwurgötterlisten von hethitischen Staatsverträgen genannt. Möglicherweise stellt das in Kayalıpınar gefundene Relief eine älteren Göttin Abara dar.